# 新日本製鐵八幡サッカー部
新日本製鐵八幡サッカー部（しんにっぽんせいてつやはたサッカーぶ）は、福岡県北九州市戸畑区の鞘ヶ谷陸上競技場にホームスタジアムを置いた企業のサッカー部。設立時には日本製鉄の前身の一つの八幡製鐵のサッカー部で八幡製鐵サッカー部だったが、八幡製鐵が1970年に富士製鐵との合併により新日本製鐵となったさいに新日本製鐵のサッカー部となり、新日本製鐵サッカー部（新日鐵）と改称した。更にJSLから降格した1991年に新日本製鐵八幡サッカー部に改称し、1999年シーズンを最後に廃部となった。

## 概要
1947年、8人の素人メンバーの集まりで活動を開始。2年後の1949年に寺西忠成が入社し、翌1950年にサッカー部を創部。1951年に寺西が監督へ就任後、寺西と同郷の広島県出身者を中心にチームが強化された。昭和30年代に黄金期を迎え天皇杯全日本サッカー選手権大会決勝に4度進出、優勝1回（1964年）準優勝3回（1956、58、65年）都市対抗決勝には6度進出して2回優勝（1957年、1962年）、1963年、1964年度は全日本実業団選手権を2連覇。
1965年から始まった日本サッカーリーグ (JSL) に創設時から参加していた8クラブのうちの一つであり、初年度、2年目に優勝争いに加わった。当時のメンバーには日本代表でメキシコ五輪銅メダルの宮本輝紀、渡辺正らがいた。2021年現在で、日本統治時代の朝鮮から参加したクラブを除き、本州以外を本拠地としている（もしくはしていた）クラブとして唯一天皇杯優勝経験のあるクラブであり、2021年の第101回大会で大分トリニータが決勝進出するまでは唯一の決勝進出チームでもあった。
1960年代には優勝争いを繰り広げた強豪クラブも、会社の業績が悪くなり、補強ができなくなると主力選手の引退もあって成績が低迷。
1977年にはブラジルからカルロス・アルベルト・シルバが来日し、特別コーチを務めた。
1981年のJSLで1部9位となり、入替戦で同年2部2位であった日産自動車に敗れ、1982年のJSLから2部に降格。その後は2部が前半の成績で上位・下位リーグに分かれるシステムとなって以降、2部でも毎年下位リーグに属するなど低迷、ついに1990年-1991年のJSLで2部最下位となり、再び1部に返り咲くことはなかった。
1991年シーズンからは九州サッカーリーグに降格、降格2シーズン目の1992年には優勝し全国地域リーグ決勝大会に出場したものの予選リーグ1分1敗で敗退、1993年から創設されたJリーグにも地域性から参加を要請されたが、親会社の業績が思わしくなかったため参加しなかった。その後も九州サッカーリーグにおいて優勝することは無かったものの2位から5位と安定した成績を残していたが、1999年シーズンを最後に廃部となった。
選手の一部は三菱化成黒崎サッカー部に移りプレーを続けた。
2022年現在、九州サッカーリーグに日本製鉄大分サッカー部、北九州社会人サッカーリーグ（福岡県社会人サッカーリーグの下部組織）に日本製鉄九州八幡サッカー部がそれぞれ所属しているが、いずれも往年の八幡製鉄サッカー部の後継クラブではない。また、北九州招待サッカー大会では当チームと、三菱化成黒崎の両チームの選抜チームとして「ニューウェーブ北九州」を結成していたが、同名のチームはその後三菱化成黒崎を母体にJリーグ参入を目指す「北九州フットボールクラブ」の母体となり、2010年にJリーグに昇格、ギラヴァンツ北九州に改称している。

## 戦績
| 年度    | 所属         | 順位 | 勝点 | 試合 | 勝 | 分          | 敗 | 得点 | 失点 | 得失 | 監督     |
| ------- | ------------ | ---- | ---- | ---- | -- | ----------- | -- | ---- | ---- | ---- | -------- |
| 1965    | JSL          | 2位  | 24   | 14   | 11 | 2           | 1  | 40   | 14   | +26  | 寺西忠成 |
| 1966    | JSL          | 2位  | 21   | 14   | 10 | 1           | 3  | 33   | 16   | +17  | 寺西忠成 |
| 1967    | JSL          | 4位  | 18   | 14   | 8  | 2           | 4  | 29   | 22   | +7   | 寺西忠成 |
| 1968    | JSL          | 4位  | 17   | 14   | 7  | 3           | 4  | 32   | 19   | +13  | 寺西忠成 |
| 1969    | JSL          | 3位  | 15   | 14   | 5  | 5           | 4  | 24   | 23   | +1   | 渡辺正   |
| 1970    | JSL          | 6位  | 13   | 14   | 5  | 3           | 6  | 31   | 29   | +2   | 渡辺正   |
| 1971    | JSL          | 3位  | 18   | 14   | 8  | 2           | 4  | 34   | 23   | +11  | 渡辺正   |
| 1972    | JSL1部       | 6位  | 12   | 14   | 4  | 4           | 6  | 22   | 30   | -8   | 渡辺正   |
| 1973    | JSL1部       | 6位  | 16   | 18   | 7  | 2           | 9  | 25   | 26   | -1   | 渡辺正   |
| 1974    | JSL1部       | 5位  | 19   | 18   | 8  | 3           | 7  | 24   | 25   | -1   | 渡辺正   |
| 1975    | JSL1部       | 4位  | 21   | 18   | 9  | 3           | 6  | 28   | 23   | +5   | 渡辺正   |
| 1976    | JSL1部       | 9位  | 12   | 18   | 5  | 2           | 11 | 23   | 30   | -7   | 宮本輝紀 |
| 1977    | JSL1部       | 7位  | 22   | 18   | 3  | 2PK勝 6PK敗 | 7  | 14   | 29   | -15  | 宮本輝紀 |
| 1978    | JSL1部       | 8位  | 26   | 18   | 5  | 2PK勝 2PK敗 | 9  | 16   | 18   | -2   | 宮本輝紀 |
| 1979    | JSL1部       | 8位  | 29   | 18   | 6  | 2PK勝 1PK敗 | 9  | 23   | 25   | -2   | 宮本輝紀 |
| 1980    | JSL1部       | 8位  | 15   | 18   | 6  | 3           | 9  | 21   | 27   | -6   | 上久雄   |
| 1981    | JSL1部       | 9位  | 11   | 18   | 3  | 5           | 10 | 14   | 27   | -13  | 上久雄   |
| 1982    | JSL2部       | 5位  | 19   | 18   | 8  | 3           | 7  | 24   | 21   | +3   | 上久雄   |
| 1983    | JSL2部       | 4位  | 19   | 18   | 7  | 5           | 6  | 29   | 21   | +8   | 上久雄   |
| 1984    | JSL2部       | 9位  | 12   | 18   | 4  | 4           | 10 | 15   | 28   | -13  | 金子功   |
| 1985    | JSL2部西     | 7位  | 11   | 10   | 5  | 1           | 4  | 18   | 9    | +9   | 金子功   |
| 1985    | JSL2部西下位 | 7位  | 7    | 4    | 3  | 1           | 0  | 9    | 2    | +7   | 金子功   |
| 1986    | JSL2部西下位 | 9位  | 23   | 20   | 11 | 1           | 8  | 37   | 22   | +15  | 金子功   |
| 1987    | JSL2部西下位 | 9位  | 19   | 20   | 8  | 3           | 9  | 23   | 33   | -10  | 上久雄   |
| 1988-89 | JSL2部西下位 | 10位 | 20   | 20   | 7  | 6           | 7  | 25   | 25   | ±0   | 上久雄   |
| 1989-90 | JSL2部       | 13位 | 24   | 30   | 7  | 3           | 20 | 29   | 68   | -39  | 大井成元 |
| 1990-91 | JSL2部       | 16位 | 11   | 30   | 3  | 2           | 25 | 18   | 94   | -76  | 大井成元 |
| 1991    | 九州         | 3位  | 38   | 20   | 12 | 2           | 6  | 61   | 30   | +31  | 大井成元 |
| 1992    | 九州         | 優勝 | 45   | 18   | 14 | 3           | 1  | 58   | 20   | +38  | 大井成元 |
| 1993    | 九州         | 2位  | 40   | 18   | 12 | 4           | 2  | 53   | 20   | +33  | 大井成元 |
| 1994    | 九州         | 5位  | 30   | 18   | 9  | 3           | 6  | 38   | 21   | +17  | 大井成元 |
| 1995    | 九州         | 3位  | 39   | 18   | 11 | 1PK勝 4PK敗 | 2  | 37   | 19   | +18  | 大井成元 |
| 1996    | 九州         | 4位  | 33   | 16   | 8  | 4PK勝 1PK敗 | 3  | 24   | 11   | +13  |          |
| 1997    | 九州         | 4位  | 31   | 18   | 8  | 3PK勝 1PK敗 | 6  | 32   | 31   | +1   |          |
| 1998    | 九州         | 3位  | 34   | 18   | 9  | 3PK勝 1PK敗 | 5  | 31   | 32   | -1   |          |
| 1999    | 九州         | 5位  | 29   | 18   | 8  | 2PK勝 1PK敗 | 7  | 32   | 38   | -6   |          |

## タイトル

### 天皇杯
- 1964年

※古河電工との同時優勝

### リーグ戦
- 九州サッカーリーグ：1回
  - 1992年

## 歴代監督
- 寺西忠成 1951-1968
- 渡辺正 1969-1975
- 宮本輝紀 1976-1979
- 上久雄 1980-1983
- 金子功 1984-1986
- 上久雄 1987-1988
- 大井成元 1989-1995?

## 歴代所属選手
- 寺西忠成
- 渡辺正
- 宮本輝紀
- 大石信幸
- 佐伯博司
- 富沢清司
- 岸奥裕二
- 上久雄
- 大井成元
- 横山正文

## 評価
前述のように監督の寺西が同郷の広島出身の高卒選手を集めてチームを強化、チームが強くなると静岡や関東出身の選手も集まったが、地元出身選手はあまりいなかった。当時九州はサッカー不毛の地といわれていた。しかしトップレベルのサッカーを展開し、根付かせた功績は大きく1970年代まで福岡のサッカー界をリードした。引退選手の多くは地元の子供たちを指導した。
その後、福岡市で中央防犯サッカー部を母体にアビスパ福岡、さらに北九州市で三菱化成黒崎サッカー部を母体にギラヴァンツ北九州がJリーグに加盟している。